# ん
ん 또는 ン은 일본어 가나의 한 글자이다. 이 글자의 이름은 발음(撥音)이다. 대한민국 외래어 표기법에서는 무조건 받침 ㄴ이다.
- 히라가나: ん
- 가타카나: ン
- 로마자: n, n'
- 로마자 입력: nn, xn, n'
- 한글: -ㄴ(표준), -ㅇ(통용)
  - 한글(단독): 은(표준), 응(통용)
- 일본어 통화표: おしまいのン(오시마이노 응, 끝의 응)

## 발음
- [n] : 자음 n, t, d, r, ts, z 앞에 올 때
- [m] : 자음 p, b, m 앞에 올 때
- [ŋ] : 자음 k, g 앞에 올 때
- [ɲ]: ni, ch, j 앞에 올 때
- [ɯ͍̃] : 모음, 반모음(y), 마찰음(f, h, s, sh, w) 앞에 올 때[2]
- [ĩ] : i 뒤와 다른 모음, 반모음(y), 마찰음(f, h, s, sh, w)이 따라올 때

음절 맨 끝에 오는 ん의 발음에 관해서는 (종래에는 이를 구개수 비음(/ɴ/)으로 보았으나 최근 연구에서 이것이 부정확하다는 것이 밝혀졌음) 다양한 논의가 있다.

## 기타
- ん으로 시작되는 단어는 일반적으로는 아예 없기 때문에 일본어로 끝말잇기를 실시할 경우 ん로 끝나는 단어를 쓰게 되면 그 단어를 사용한 사람이 패배하게 된다. 그러나 외래어 한정상 차드의 수도인 은자메나(ンジャメナ)와 콩고어 은잠비(ンザンビ)는 ン이라고 쓰기 때문에, 이것 역시 예외적으로 존재한다.
- 일본의 차량 번호판에서는 お[4], し, へ 등과 함께 등록되어 있지 않는 기호 중 하나이다. 이유는 단독으로 발음할 수 없는 문자이기 때문이다.

## 획순

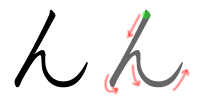
ん

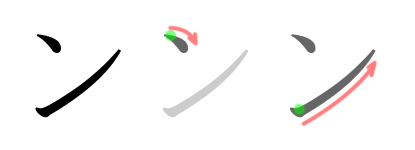
ン

| Stroke order in writing ん | Stroke order in writing ン |

## 컴퓨터 부문
| 미리 보기            | ん                | ん                | ン                | ン                | ﾝ                           | ﾝ                           | 𛅧                      | 𛅧                      |
| -------------------- | ----------------- | ----------------- | ----------------- | ----------------- | --------------------------- | --------------------------- | ----------------------- | ----------------------- |
| 유니코드 이름        | HIRAGANA LETTER N | HIRAGANA LETTER N | KATAKANA LETTER N | KATAKANA LETTER N | HALFWIDTH KATAKANA LETTER N | HALFWIDTH KATAKANA LETTER N | KATAKANA LETTER SMALL N | KATAKANA LETTER SMALL N |
| 인코딩               | 10진              | 16진              | 10진              | 16진              | 10진                        | 16진                        | 10진                    | 16진                    |
| 유니코드             | 12435             | U+3093            | 12531             | U+30F3            | 65437                       | U+FF9D                      | 110951                  | U+1B167                 |
| UTF-8                | 227 130 147       | E3 82 93          | 227 131 179       | E3 83 B3          | 239 190 157                 | EF BE 9D                    | 240 155 133 167         | F0 9B 85 A7             |
| UTF-16               | 12435             | 3093              | 12531             | 30F3              | 65437                       | FF9D                        | 55340 56679             | D82C DD67               |
| 수치 문자 참조       | &#12435;          | &#x3093;          | &#12531;          | &#x30F3;          | &#65437;                    | &#xFF9D;                    | &#110951;               | &#x1B167;               |
| Shift JIS            | 130 241           | 82 F1             | 131 147           | 83 93             | 221                         | DD                          |                         |                         |
| EUC-JP               | 164 243           | A4 F3             | 165 243           | A5 F3             | 142 221                     | 8E DD                       |                         |                         |
| GB 18030             | 164 243           | A4 F3             | 165 243           | A5 F3             | 132 0                       | 84 31 9B 37                 | 147 0                   | 93 36 86 35             |
| EUC-KR / UHC         | 170 243           | AA F3             | 171 243           | AB F3             |                             |                             |                         |                         |
| Big5 (non-ETEN kana) | 198 247           | C6 F7             | 199 173           | C7 AD             |                             |                             |                         |                         |
| Big5 (ETEN / HKSCS)  | 199 122           | C7 7A             | 199 239           | C7 EF             |                             |                             |                         |                         |